# Aralija
Aralija (brestanj, lat. Aralia), rod listopadnih i zimzelenih trajnica, polugrmova, grmova i drveća iz porodice Araliaceae. Pripada mu sedamdesetak vrsta raširenih po Sjevernoj Americi, Australiji, Aziji, napose na Malajskom arhipelagu. Uzgajaju se i kao sobno i parkovno ukrasno bilje. Neke se koriste i kao lijek za dišne organe.
Sobna ili japanska aralija, ne pripada u aralije nego fatsije (Fatsia japonica).

## Vrste
1. Aralia apioides Hand.-Mazz.
2. Aralia armata (Wall. ex G.Don) Seem.
3. Aralia atropurpurea Franch.
4. Aralia bahiana J.Wen
5. Aralia bicrenata Wooton & Standl.
6. Aralia bipinnata Blanco
7. Aralia cachemirica Decne.
8. Aralia caesia Hand.-Mazz.
9. Aralia californica S.Watson
10. Aralia castanopsiscola (Hayata) J.Wen
11. Aralia chinensis L.
12. Aralia continentalis Kitag.
13. Aralia cordata Thunb.
14. Aralia dasyphylla Miq.
15. Aralia dasyphylloides (Hand.-Mazz.) J.Wen
16. Aralia debilis J.Wen
17. Aralia decaisneana Hance
18. Aralia delavayi J.Wen
19. Aralia devendrae Pusalkar
20. Aralia duplex R.Chaves
21. Aralia echinocaulis Hand.-Mazz.
22. Aralia elata (Miq.) Seem.
23. Aralia excelsa (Griseb.) J.Wen
24. Aralia fargesii Franch.
25. Aralia ferox Miq.
26. Aralia finlaysoniana (Wall. ex G.Don) Seem.
27. Aralia foliolosa Seem. ex C.B.Clarke
28. Aralia frodiniana J.Wen
29. Aralia gigantea J.Wen
30. Aralia gintungensis C.Y.Wu ex K.M.Feng
31. Aralia glabra Matsum.
32. Aralia glabrifoliolata (C.B.Shang) J.Wen
33. Aralia henryi Harms
34. Aralia hiepiana J.Wen & Lowry
35. Aralia hispida Vent.
36. Aralia houheensis W.X.Wang, W.Y.Guo & Y.S.Fu
37. Aralia humilis Cav.
38. Aralia hypoglauca (C.J.Qi & T.R.Cao) J.Wen & Y.F.Deng
39. Aralia indonesica Doweld
40. Aralia kansuensis G.Hoo
41. Aralia kingdon-wardii J.Wen, Lowry & Esser
42. Aralia leschenaultii (DC.) J.Wen
43. Aralia lihengiana J.Wen, L.L.Deng & X.C.Shi
44. Aralia malabarica Bedd.
45. Aralia melanocarpa (H.Lév.) Lauener
46. Aralia merrillii C.B.Shang
47. Aralia mexicana (C.B.Shang & X.P.Li) Frodin
48. Aralia montana Blume
49. Aralia nudicaulis L.
50. Aralia officinalis Z.Z.Wang
51. Aralia parasitica (D.Don) J.Wen
52. Aralia plumosa H.L.Li
53. Aralia racemosa L.
54. Aralia regeliana Marchal
55. Aralia rex (Ekman) J.Wen
56. Aralia scaberula G.Hoo
57. Aralia scopulorum Brandegee
58. Aralia searelliana Dunn
59. Aralia shangiana J.Wen
60. Aralia soratensis Marchal
61. Aralia spinifolia Merr.
62. Aralia spinosa L.
63. Aralia stellata (King) J.Wen
64. Aralia stipulata Franch.
65. Aralia subcordata (Wall. ex G.Don) J.Wen
66. Aralia thomsonii Seem. ex C.B.Clarke
67. Aralia tibetana G.Hoo
68. Aralia tomentella Franch.
69. Aralia undulata Hand.-Mazz.
70. Aralia urticifolia Blume ex Miq.
71. Aralia verticillata (Dunn) J.Wen
72. Aralia vietnamensis Ha
73. Aralia warmingiana (Marchal) J.Wen
74. Aralia wilsonii Harms
75. Aralia yunnanensis Franch.